# 近藤健
近藤 健（こんどう たけし、1933年5月30日 - 2017年8月31日）は、日本のジャーナリスト、アメリカ研究者。
東京生まれ。1957年国際基督教大学卒業後、毎日新聞社入社。1961-63年フルブライト奨学金でシラキュース大学大学院に学ぶ。66-67年サイゴン特派員、72-77年ワシントン特派員、外信部副部長、部長、ワシントン支局長、論説委員を歴任。退社後、1989年国際基督教大学教授、1999年愛知学院大学教授。2003年退職。

## 著書
- 『アメリカを見る眼』三修社 海外叢書 1979
- 『もうひとつの日米関係 フルブライト教育交流の四十年』ジャパンタイムズ 1992
- 『アメリカの内なる文化戦争 なぜブッシュは再選されたか』日本評論社 2005
- 『反米主義』講談社現代新書 2008
- 『憲法の誕生 権力の危険性をめぐって』彩流社 2015

### 共著
- 『我々にとってアメリカとは何か 果して我々のパートナーかライバルか』中尾光昭・波多野裕造共著 エール出版社 1971
- 『日米摩擦の謎を解く 現場からの証言』斎藤眞共編著 東洋経済新報社 1994